# Christina Obergföll
Christina Obergföll (ur. 22 sierpnia 1981 w Lahr) – niemiecka lekkoatletka, była rekordzistka Europy w rzucie oszczepem, mistrzyni świata.
Międzynarodową karierę zaczynała od zajęcia ósmych lokat na mistrzostwach świata juniorów w 2003 oraz mistrzostwach Europy dla zawodników do lat 23 i uniwersjadzie w 2003. Bez powodzenia startował w igrzyskach olimpijskich w Atenach (2004). Rok później Obergföll dość niespodziewanie wywalczyła srebrny medal podczas mistrzostw świata – podczas konkursu w Helsinkach rzuciła na odległość 70,03 (jej dotychczasowy rekord życiowy wynosił 63,34), ustanawiając tym samym rekord Europy poprawiając rezultat Norweżki Trine Hattestad (69,48). Dzięki temu Obergföll weszła do ekskluzywnego grona zawodniczek, które pokonały, po zmianie sprzętu w 1999 roku, granicę 70 metrów – przed nią dokonała tego jedynie rekordzistka świata Kubanka Osleidys Menéndez. Tuż za podium – na czwartym miejscu – zakończyła udział w mistrzostwach Europy w 2006. 23 czerwca 2007 podczas zwycięskich dla niej zawodów superligi pucharu Europy w Monachium poprawiła swój dotychczasowy rekord Starego Kontynentu, uzyskując rezultat 70,20. Kilka miesięcy po tym sukcesie zdobyła drugi w karierze tytuł wicemistrzyni świata. Podczas igrzysk olimpijskich w Pekinie (2008) zdobyła brązowy medal – w finale olimpijskiego konkursu Czeszka Barbora Špotáková oraz Rosjanka Marija Abakumowa poprawiały należący do Obergföll rekord Europy. Piąta zawodniczka mistrzostw świata z 2009 oraz wicemistrzyni Starego Kontynentu z 2010 – w Barcelonie przegrała tylko ze swoją rodaczką Lidną Stahl. Tuż za podium – na czwartej lokacie – zakończyła udział w mistrzostwach świata (2011). Zwyciężczyni łącznej punktacji Diamentowej Ligi 2011 w rzucie oszczepem. Zdobywczyni srebrnego medalu igrzysk olimpijskich w Londynie (2012). Rok później sięgnęła po złoto mistrzostw świata. Zwyciężczyni łącznej punktacji Diamentowej Ligi 2013 w rzucie oszczepem. We wrześniu 2013 poślubiła niemieckiego oszczepnika, dwukrotnego brązowego medalistę mistrzostw świata, Borisa Henry'ego.
Wiele razy stawała na podium mistrzostw Niemiec oraz reprezentowała swój kraj w pucharze Europy i drużynowym czempionacie Starego Kontynentu.
Rekord życiowy: 70,20 (23 czerwca 2007, Monachium). Rezultat ten jest byłym rekordem Europy, aktualnym rekordem Niemiec oraz piątym wynikiem w historii światowej lekkoatletyki.
W 2021 otrzymała Order Zasługi Badenii-Wirtembergii.

## Osiągnięcia
| Rok  | Impreza                                 | Miejsce        | Pozycja           | Wynik |
| ---- | --------------------------------------- | -------------- | ----------------- | ----- |
| 2000 | Mistrzostwa świata juniorów             | Santiago       | 8. miejsce        | 50,23 |
| 2003 | Młodzieżowe mistrzostwa Europy          | Bydgoszcz      | 8. miejsce        | 54,28 |
| 2003 | Uniwersjada                             | Daegu          | 8. miejsce        | 53,38 |
| 2004 | Igrzyska olimpijskie                    | Ateny          | el. – 15. miejsce | 60,41 |
| 2005 | Mistrzostwa świata                      | Helsinki       | 2. miejsce        | 70,03 |
| 2006 | Mistrzostwa Europy                      | Göteborg       | 4. miejsce        | 61,89 |
| 2006 | Światowy finał lekkoatletyczny IAAF     | Stuttgart      | 5. miejsce        | 60,63 |
| 2007 | Superliga pucharu Europy                | Monachium      | 1. miejsce        | 70,20 |
| 2007 | Mistrzostwa świata                      | Osaka          | 2. miejsce        | 66,46 |
| 2007 | Światowy finał lekkoatletyczny IAAF     | Stuttgart      | 3. miejsce        | 62,47 |
| 2008 | Superliga pucharu Europy                | Annecy         | 5. miejsce        | 57,07 |
| 2008 | Igrzyska olimpijskie                    | Pekin          | 3. miejsce        | 66,13 |
| 2008 | Światowy finał lekkoatletyczny IAAF     | Stuttgart      | 2. miejsce        | 63,28 |
| 2009 | Superliga drużynowych mistrzostw Europy | Leiria         | 1. miejsce        | 68,59 |
| 2009 | Mistrzostwa świata                      | Berlin         | 5. miejsce        | 64,34 |
| 2009 | Światowy finał lekkoatletyczny IAAF     | Saloniki       | 4. miejsce        | 62,14 |
| 2010 | Superliga drużynowych mistrzostw Europy | Bergen         | 1. miejsce        | 59,88 |
| 2010 | Mistrzostwa Europy                      | Barcelona      | 2. miejsce        | 65,58 |
| 2011 | Superliga drużynowych mistrzostw Europy | Sztokholm      | 1. miejsce        | 66,22 |
| 2011 | Mistrzostwa świata                      | Daegu          | 4. miejsce        | 65,24 |
| 2012 | Mistrzostwa Europy                      | Helsinki       | 2. miejsce        | 65,12 |
| 2012 | Igrzyska olimpijskie                    | Londyn         | 2. miejsce        | 65,16 |
| 2013 | Superliga drużynowych mistrzostw Europy | Gateshead      | 1. miejsce        | 62,64 |
| 2013 | Mistrzostwa świata                      | Moskwa         | 1. miejsce        | 69,05 |
| 2015 | Superliga drużynowych mistrzostw Europy | Czeboksary     | 1. miejsce        | 61,69 |
| 2015 | Mistrzostwa świata                      | Pekin          | 4. miejsce        | 64,61 |
| 2016 | Igrzyska olimpijskie                    | Rio de Janeiro | 8. miejsce        | 62,92 |